# Ammophilinae
Sous-famille

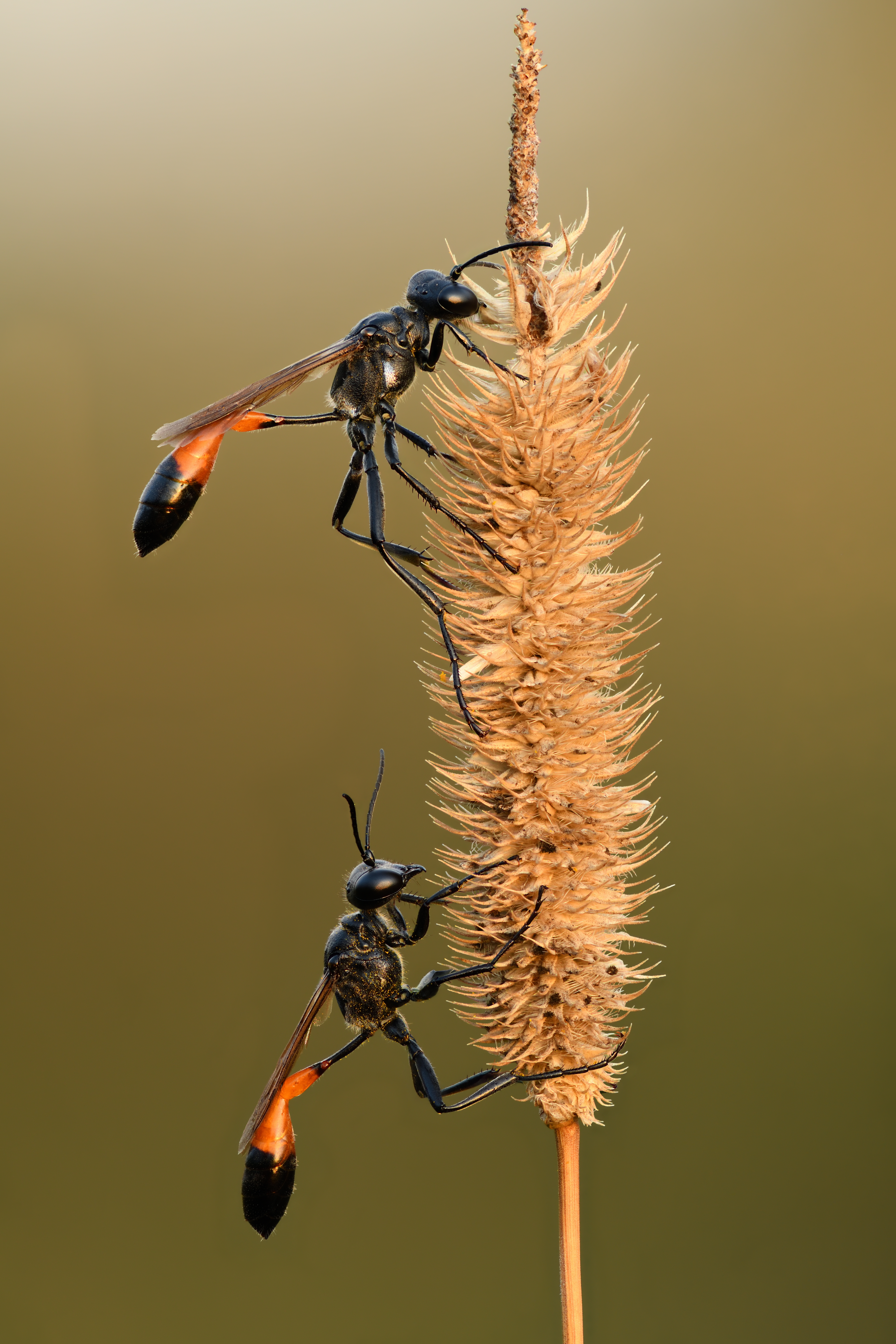
Poste de repos pour la nuit d' Ammophila pubescens femelles, en Estonie. Aout 2022.

Les Ammophilinae sont une sous-famille d'hyménoptères sphécidés qui comprend les genres suivants :
- Ammophila Kirby, 1798
- Eremnophila Menke, 1964
- Eremochares Gribodo, 1883
- Hoplammophila de Beaumont, 1960
- Parapsammophila Taschenberg, 1869
- Podalonia Fernald, 1927.

Dans certaines classifications (comme celle de Fauna Europaea), la sous-famille équivaut à la tribu des Ammophilini.